# Titus Flavius Sabinus (Steuerpächter)
Titus Flavius Sabinus war ein römischer Steuerpächter und Geldverleiher und Vater des späteren Kaisers Vespasian.
Sein Vater war Titus Flavius Petro aus Reate im Sabinerland, der im römischen Bürgerkrieg auf der Seite des Pompeius gekämpft hatte. Seine Mutter hieß Tertulla. Flavius Sabinus schlug keine militärische Karriere ein. Er war Steuerpächter in Asia und später Geldverleiher bei den Helvetiern. Er starb in Gallien. Wahrscheinlich war er von ritterlichem Rang.
Verheiratet war er mit Vespasia Polla, mit der er eine früh verstorbene Tochter und zwei Söhne hatte, Titus Flavius Sabinus und den späteren Kaiser Titus Flavius Vespasianus.